# Calolampra aspera
Calolampra aspera är en kackerlacksart som först beskrevs av Johann Gottlieb Otto Tepper 1893.  Calolampra aspera ingår i släktet Calolampra och familjen jättekackerlackor. Inga underarter finns listade.